# Lligordà
Lligordà es una entidad de población española del municipio de Beuda, perteneciente a la provincia de Gerona, en la comunidad autónoma de Cataluña.

## Historia
Hacia mediados del siglo XIX, el lugar, ya por entonces perteneciente a Beuda, tenía contabilizada una población de 22 habitantes. Aparece descrito en el décimo volumen del Diccionario geográfico-estadístico-histórico de España y sus posesiones de Ultramar de Pascual Madoz de la siguiente manera:

LLIGORDA: l. en la prov. y dióc. de Gerona (6 1/2 horas), part. jud. de Olot (5), aud. terr. y c. g. de Barcelona (26 y 1/2), ayunt. de Beudá (1/2): sit. á la márg. der. de la ribera de Capellada, con buena ventilacion y clima templado y sano. Consta la pobl. de varias casas rurales, y una igl. parr. (San Pedro), de la que es aneja la de Santa Maria de Palera, servida por un cura de ingreso de provision real y ordinaria, y contiguo a ella está el cementerio. El térm. confina N. Beudá; E.Mayá; S. Besalú, y O. Palera; este último es una ald. de 6 casas, comprendida en la jurisd. de Lligordá. El terreno es de secano y arcilloso en muchas partes; contiene algun bosque de pinos, encinas y mata baja; le cruza la rivera de Capellada que baja de las montañas de Ntra. Sra. del Mon, y se une con el Fluviá en Besalú, sus aguas se aprovechan para el riego. Los caminos son locales. El correo lo recogen los interesados en Besalú. prod.. trigo, legumbres, mijo, vino, aceite, frutas y hortalizas; cria ganado de cerda y caza de conejos y perdices. pobl.: 5 vec., 22 alm. cap. prod.: 485,600. imp.: 12,140.
(Madoz, 1847, p. 499)

En 2022, la entidad singular de población tenía empadronados 37 habitantes.

## Patrimonio
En el lugar hay una iglesia bajo la advocación de San Pedro.